# 拉马特·阿维夫

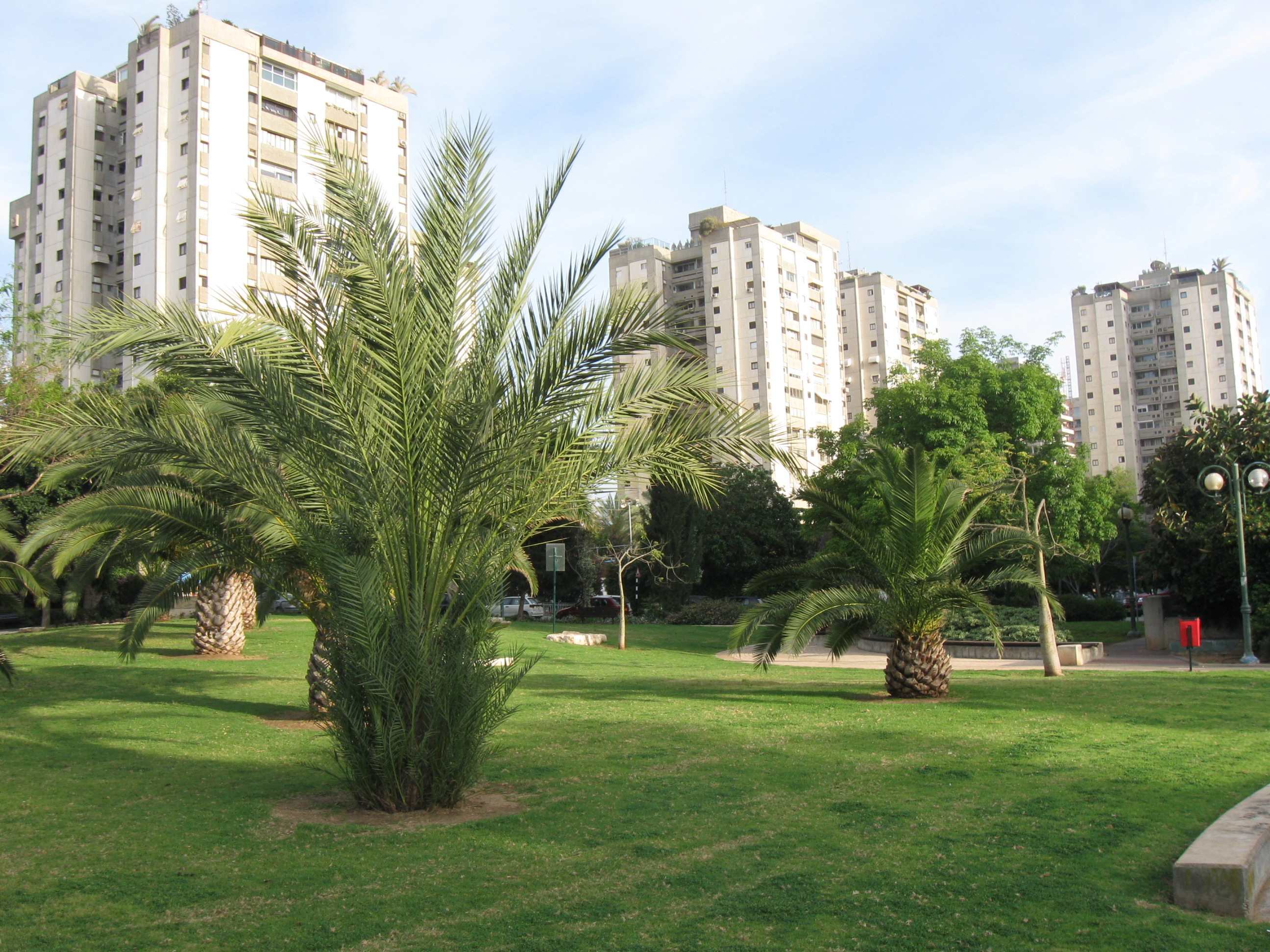
拉马特·阿维夫现代公寓

拉马特·阿维夫 （Ramat Aviv ）(希伯來語：רָמַת אָבִיב‎, lit. 春之高地) 是以色列特拉维夫的一个街区。拉马特·阿维夫位于特拉维夫北部，是特拉维夫的新街区。特拉维夫大学就位于拉马特·阿维夫。

## 历史
随着大量东欧移民回归以色列，拉马特·阿维夫开始建设于1950年代。拉马特·阿维夫 逐渐向北和西北扩展。拉马特·阿维夫 的地表包括 特拉维夫大学, 以色列故土博物馆, Palmach Museum, 犹太大流散博物馆和拉马特·阿维夫商场。